# Zamzor
Zamzor (en rus: Замзор) és un poble (possiólok) de l'óblast d'Irkutsk, a Rússia.